# Distrito electoral de South Bend (condado de Cass, Nebraska)
South Bend (en inglés: South Bend Precinct) es un distrito electoral ubicado en el condado de Cass en el estado estadounidense de Nebraska. En el Censo de 2010 tenía una población de 825 habitantes y una densidad poblacional de 9,27 personas por km².

## Geografía
South Bend se encuentra ubicado en las coordenadas 40°59′31″N 96°17′5″O / 40.99194, -96.28472. Según la Oficina del Censo de los Estados Unidos, South Bend tiene una superficie total de 89 km², de la cual 85.13 km² corresponden a tierra firme y (4.35%) 3.87 km² es agua.

## Demografía
Según el censo de 2010, había 825 personas residiendo en South Bend. La densidad de población era de 9,27 hab./km². De los 825 habitantes, South Bend estaba compuesto por el 98.06% blancos, el 0.12% eran afroamericanos, el 0.24% eran amerindios, el 0.36% eran asiáticos, el 0% eran isleños del Pacífico, el 0.24% eran de otras razas y el 0.97% pertenecían a dos o más razas. Del total de la población el 0.85% eran hispanos o latinos de cualquier raza.